# Phorcynis
Phorcynis is een geslacht van uitgestorven kraakbeenvissen uit het Laat-Jura van Duitsland. De schubben van Phorcynis hebben langwerpige kronen met een smalle middenkiel en korte zijplooien en de tanden zijn asymmetrisch, vergelijkbaar met die van Orectolobus.
De typesoort is Phorcynis catulina. De geslachtsnaam is afgeleid van de Griekse zeegod Phorcys. 
Het holotype MHNL 15293 is gevonden bij Cerin. Ten onrechte wordt vaak een latere publicatie uit 1854 als naamgevend gezien.
Verschillende specimina zijn toegewezen, ook uit Duitsland en Spanje. Jongere synoniemen zijn Crossorhinops minus, Crossorhinus jurassicus (holotype NHMUK PAL PV P 11211 a gevonden in de Solnhofener kalksteen), Orectolobus jurassicus, Palaeocrossorhinus jurassicus en Palaeoscyllium minus. Dat leverde ook een Phorcynis minus en een Phorcynis jurassicus op.